# Samuel Ludvigh
Samuel Gottlieb Ludvigh (* 13. Februar 1801 in Kőszeg, Ungarn; † 14. Februar 1869 in Cumminsville (Ohio), seit 1873 Stadtteil von Cincinnati) war ein deutschsprachiger Schriftsteller, Journalist und Dichter.

## Leben

### Ungarn
Samuel Ludvigh wurde als Sohn des Buchhändlers Samuel Gottlieb Ludvigh und dessen Ehefrau Theresia, einer reichen Kürschnerstochter aus der Familie Schöpf, geboren. Nach dem Besuch der Normalschule lernte er auf einer Schule der Calviner und danach die Sprache Ungarisch an verschiedenen Seminaren in Ödenburg/Sopron. Vom Vater zum Buchhändler ausgebildet, eröffnete er in Raab/Győr eine Buchhandlung, was ihn jedoch nicht erfüllte. So lernte er Rechtswissenschaft und ließ sich nach beendetem Studium in Pest als Anwalt nieder.
Dann packte ihn die Reiselust. In Konstantinopel lernte er den Fürsten Friedrich zu Schwarzenberg (1800–1870), den ältesten Sohn des Feldmarschalls Karl Fürst von Schwarzenberg, kennen und begleitete ihn als dessen Sekretär von der Türkei über Griechenland, die Walachei nach Siebenbürgen. Nach einer Reise durch das 1832 von der Cholera geplagte Ungarn veröffentlichte er 1833 ein kritisches Buch über seine Reiseeindrücke. Darin prangerte er die Armut der Landbevölkerung an und verlangte Reformen, wie beispielsweise die Aufhebung der Leibeigenschaft. Auch wandte er sich strikt gegen eine Vorherrschaft der Magyaren im Vielvölkerstaat Kaisertum Österreich, wie es etwa Graf Stephan Szechenyi forderte. Das Buch wurde von der Zensur Metternichs eingezogen, ebenso wie mache andere seiner zehn meist deutschsprachigen Werke in Ungarn. Hohe Verschuldung und Unzufriedenheit mit dem politischen System veranlassten ihn mit finanzieller Unterstützung Schwarzenbergs, mit dem er noch über zwei Jahrzehnte in brieflicher Verbindung blieb, in die Vereinigten Staaten auszuwandern. Am 6. Juni 1837 verließ er Bremerhaven mit dem Schiff.

### Vereinigte Staaten
Aufgrund einer vakanten Stelle konnte er kurze Zeit nach seiner Ankunft die in Philadelphia beheimatete deutschsprachige Volkszeitung für Politik, Handel und Gewerbe, „Alte und neue Welt“ (1834–1843), als Herausgeber übernehmen. In New York gründete er 1843 einen „Rationalistenverein“ und hielt viele Reden vor deutschen Einwanderern, die er ab demselben Jahr in der neuen Zeitung „Die Fackel. Literaturblatt zur Förderung geistiger Freiheit“ veröffentlichte. Diese Zeitung gab er bis zu seinem Tod 1869 der Reihe nach in New York, Baltimore, St. Paul und Cincinnati heraus, wobei der letzte Jahrgang (Hefte 3 und 4) von seiner Frau Sarah zu Ende geführt wurde.
Ludvigh bereiste regelmäßig die Vereinigten Staaten, um deren Entwicklung zu analysieren und darüber zu schreiben. Sie waren für ihn das Land der Zukunft. Die amerikanische republikanische Verfassung war für ihn ein Garant für Freiheit und Gleichheit, er erkannte aber auch die Gefahr, dass ein unbeschränktes Ausleben der gesetzlich garantierten Freiheit auf Dauer mehr Arme als Reiche schaffen werde und eine Geld- und Geistesaristokratie entstehen würde. Zu dieser zählte er Beamte, Soldaten, Anwälte, Ärzte und Priester. Häufig bereiste er von deutschen Einwanderern besiedelte Städte und hielt Vorträge. Den Neuankömmlingen sprach er Mut zu und war vor allem bestrebt, seine Reformgedanken in den Kernbereichen Politik und Ökonomie, Natur sowie Kultur und Religion den Zuhörern nahezubringen. Er propagierte eine soziale Demokratie, die durch staatliche Regulierungsmaßnahmen den Egoismus des Einzelnen eindämmen sollte zugunsten der Erziehung und sozialen Sicherung aller Bevölkerungsschichten. Die Deutschen sah er durch den ihnen zugedachten Geist und ihrem Fleiß als eine herausragende ethnische Gruppierung in den USA. In den USA brachte er neben seiner Zeitung 30 Werke und sieben Reiseführer heraus.
Ludvigh war Freidenker und publizierte, nachdem 1838 der Vernunftgläubige gegründet war, 1839 den Wahrheitssucher.

## Werke

### In Ungarn
- insgesamt 10 Monographien in geringer Auflage, fast alle in deutscher Sprache, manche verboten oder aus dem Verkehr gezogen
- Gedichte aus dem Jünglingsalter. 1827.
- Reise in Ungarn im Jahre 1831: in den Comitaten a) disseits der Donau … b) jenseits der Donau … c) disseits der Theiss. Eggenberger, 1832. (Online).
- Malerische Reise von Pesth über Semlin, Belgrad, Mehadia nach Orsowa. (Teil I), 1835.
- Von Orsowa über Temesvár, Debreczin, Erlau, durch die Bergstädte nach Presburg und Güns. (Teil II), 1835.

### In den Vereinigten Staaten
- insgesamt 30 Werke (Auswahl):
- Ludvigh’s Englische Sprachlehre für Anfänger. Nebst Lesebuch, Uebungen im Uebersetzen aus dem Englischen in’s Deutsche und aus dem Deutschen in’s Englische, Gesprächen für das gewöhnliche Leben, und einem Anhange von Formularen für Schuldscheine und Quittungen. Vorzüglich zum Gebrauche der Deutschen in Amerika. 1843.
- Ludvigh’s Fussreise nach Syrakus: von Wien über Grätz, Venedig, Florenz, Rom, Neapel und Palermo, 1827. 1844.
- Das Schwert der Revolution. Denkwürdiges Zeitbild einer Reise von New-York nach Paris, Hamburg, Leipzig, Berlin, Wien und Pesth 1847–49. 1848.
- Licht- und Schattenbilder republikanischer Zustände. Skizzirt von Samuel Ludvigh während seiner Reise in den Vereinigten Staaten von Nord-Amerika 1846/47. Wilhelm Jurany, Leipzig 1848; Helmich und Co., New York 1848. (Online; Rezension in Blätter für literarische Unterhaltung in der Google-Buchsuche).
- Kossuth, oder, Der Fall von Ungarn: historisches Drama in fünf Acten. 1853.
- Die Brandfackel. Oder: Denkwürdige Erscheinungen der Jahre 1848 und 1849. 1. Auflage 1849; 2. Auflage 1857.
- Der Roman meines Lebens in Europa. 1858.
- Frisch und frei: Eine Sammlung prosaischer Aufsätze. 1866.
- Alt und neu. Uebungen für geistiges Turnen. Propaganda gegen Kirche und Pfaffenthum. 1868.
- dazu 7 Reisebeschreibungen, u. a.:
  - Ludvigh’s Reise-Journal. 1847.
  - Frederic Trautmann (Hrsg.): Maryland through a traveler’s eyes: a visit by Samuel Ludvigh in 1846. 1983 (5 S.).
- Zeitung Die Fackel (1843–1869 der Reihe nach in New York, Baltimore, St. Paul und Cincinnati erschienen).
- Samuel Ludvigh’s Reden, Vorlesungen und Prosaische Aufsätze im Gebiete der Religion, Philosophie und Geschichte. Verlag des Verfassers, Baltimore 1830. (Internet Archive)